# Рисіни (Кольський повіт)
Рисіни (пол. Rysiny) — село в Польщі, у гміні Клодава Кольського повіту Великопольського воєводства.
Населення — 117 осіб (2011).
У 1975-1998 роках село належало до Конінського воєводства.

## Демографія
Демографічна структура станом на 31 березня 2011 року:
|          | Загалом | Допрацездатний вік | Працездатний вік | Постпрацездатний вік |
| -------- | ------- | ------------------ | ---------------- | -------------------- |
| Чоловіки | 62      | 12                 | 44               | 6                    |
| Жінки    | 55      | 16                 | 27               | 12                   |
| Разом    | 117     | 28                 | 71               | 18                   |